# Радуша (планина)
Радуша је планина у Босни и Херцеговини.
Налази се између Вуковског поља и долине ријеке Врбас, а највиши врх планине је Идовац на 1.956 метара надморске висине.
Границе планине Радуше чине Вуковско поље на сјеверозападу, Захум пролаз (1.224 м) и јужно Рама базен са великим вештачким језером, планина Стожер (1.758 м) на сјеверозападу и превој Макљен (1.123 м) на истоку. Превој Макљен је веза између долине ријеке Врбас и долине ријеке Неретве.